# كو تشونغ سين
كو تشونغ سين هو طبيب وجراح وسياسي ماليزي، ولد في 1968 في كوالالمبور في ماليزيا. حزبياً، نشط في حزب العمل الديمقراطي (ماليزيا). وقد انتخب عضو ديوان الرعية ‏.